# Környe
Környe ist eine ungarische Gemeinde im Kreis Tatabánya im Komitat Komárom-Esztergom.

## Geographische Lage
Környe liegt im Norden Ungarns am nordwestlichen Fuß des Vértes-Gebirges, das zum Ungarischen Mittelgebirge in Transdanubien gehört. Der Ort liegt 55 km westlich von Budapest, 6 km südwestlich von Tatabánya und 12 km südlich von Tata.

## Gemeindepartnerschaft
- Steffenberg, Deutschland

## Verkehr
Von der Anschlussstelle Tata-Környe der Autobahn M1 (Europastraßen E 60, E 75 Wien–Budapest) sind es 9 km bis Környe. Durch die Gemeinde führt die Landstraße Nr. 8119. Környe hat einen Bahnhof an der Strecke von Tatabánya nach Oroszlány.